# NGC 7638
NGC 7638 est une galaxie spirale barrée magellanique située dans la constellation de Pégase. Sa vitesse par rapport au fond diffus cosmologique est de 7 603 ± 30 km/s, ce qui correspond à une distance de Hubble de 112,1 ± 7,9 Mpc (∼366 millions d'al). NGC 7638 a été découverte par l'astronome britannique Andrew Ainslie Common en 1880. Elle a été redécouverte par l'astronome Stéphane Javelle le 2 décembre 1893 et inscrite à l'Index Catalogue sous la désignation IC 1483.
NGC 7638 présente une large raie HI.